# Черторыйская башня
Черторыйская башня — круглая кирпичная башня волынского типа в Черторыйском детинце, построенная в 1291—1292 годах при князе Мстиславе Даниловиче. Диаметр Черторыйской башни составлял 13,6 м. По своим параметрам и технике строительства она была схожа с сохранившейся до наших дней Каменецкой башней, в частности, она была построена на белом известково-песчаном растворе. Оборонительное значение башни заключалось в простреливании наиболее опасного напольного участка крепости.
Башня, от которой сохранился лишь фундамент, была раскопана Павлом Раппопортом в 1961 году.